# Pavlovkai járás

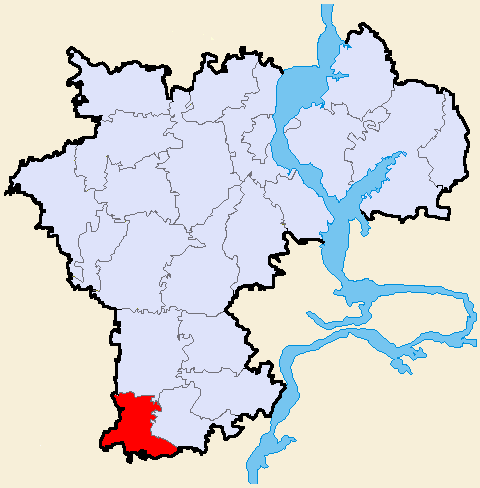
A Pavlovkai járás az Uljanovszki területen

A Pavlovkai járás (oroszul Павловский район) Oroszország egyik járása az Uljanovszki területen. Székhelye Pavlovka.

## Népesség
- 2002-ben lakosságának 56%-a orosz, 20%-a tatár, 19%-a mordvin, 3,5%-a csuvas.
- 2010-ben 15 109 lakosa volt, melynek 58,6%-a orosz, 21,7%-a tatár, 15,6%-a mordvin, 2,2%-a csuvas.